# ویتوریو امانوئله دوم
ویتوریو امانوئله دوم (به ایتالیایی: Vittorio Emanuele II)، (۱۴ مارس ۱۸۲۰ – ۹ ژانویه ۱۸۷۸) پادشاه ساردنی میان سال‌های ۱۸۴۹ تا ۱۸۶۱ و پادشاه ایتالیا تا سال ۱۸۷۸ بود. او پدر اومبرتوی یکم و پدر بزرگ ویکتور امانوئل سوم بود. ویتوریو امانوئله دوم پس از کناره‌گیری پدرش، کارل آلبرت، به تخت پادشاهی ساردنی نشست و با دادن اختیار تام به نخست‌وزیر خود، کامیلو دی کاوور، در فراهم نمودن زمینه یکپارچه کردن ایتالیا، دست او را باز گذاشت. ویتوریو امانوئله دوم سرانجام در ۹ ژانویه ۱۸۷۸ درگذشت و در پانتئون دفن گردید. پس از او پسرش اومبرتوی یکم بر تخت پادشاهی ایتالیا نشست.